# Monges Vallombrosanes
Les Monges Benedictines Vallombrosanes constitueixen la branca femenina de l'Orde de Vallombrosa o Congregació Benedictina de Vallombrosa. És un orde monàstic femení fundat a Faenza (Toscana), el segle xii com a reforma observant de l'orde benedictí i avui integrada en aquest orde com a congregació. Les seves monges posposen al seu nom les sigles O.S.B. Vall.

## Història
Sant Joan Gualbert (985 o 995 - 1073) havia fundat la Congregació de Vallombrosa cap al 1038, a l'Abadia de Vallombrosa, prop de Florència, cercant una aplicació de la Regla de Sant Benet més d'acord amb el seu esperit original. El seu ideal, però, no era accentuar-ne la vida eremítica dels monjos, com en altres reformes contemporànies, sinó perfeccionar la vida cenobítica. Entre 1036 i 1330, l'orde creix i es difon, i és aprovat en 1056 per Víctor II.
Poc després de la mort del fundador, es troba a Vallombrosa un grup de germanes llegues que, sota la direcció d'un gemà llec ancià, viu en una casa separada i s'encarrega de tasques domèstiques, ja que els monjos es dediquen exclusivament a la vida contemplativa. Aquest tipus de vida vinculada als monestirs de monjos de l'orde només va subsistir durant uns cent anys, i les dones van començar a viure en comunitats separades, com a monges.
La beata Berta d'Alberti (morta en 1163) va ingressar a l'orde en Florència i va reformar el convent benedictí de Santa Maria de Cavriglia en 1153, d'acord amb l'ideal vallombrosí. En 1075 va rebre com a donació la capella dels Santi Vittore e Niccolò, prop de San Gimignano, on s'establí un nou monestir, que després seria el de San Girolamo, encara habitat.
Habitualment, però, es considera Santa Humilitat de Faenza (1226-1310) com a fundadora, a Faenza, de les Monges Vallombrosines. Humilitat s'havia retirat a fer vida eremítica a una ermita prop de l'abadia vallombrosana de Sant'Apollinare. Altres dones en seguiren l'exemple i formaren una comunitat que, sota la direcció espiritual d'Humilitat i seguint el consell del bisbe, van constituir el primer monestir de Santa Maria Novella della Malta en 1266, prop de Faenza, que va adoptar unes constitucions inspirades en les del monestir vallombrosà. En 1282, a Florència, va fundar el monestir de San Giovanni Evangelista, desaparegut, on morí el 1310.
En 1520 les monges obtingueren el monestir de San Giorgio alla Costa de Florencia, i el 1524, l'abadia de San Salvi de Florència, on viuran fins al 1810. En començar el segle xvii, l'orde fou novament reformat per sant Joan Leonardi i entre 1662 i 1680 va estar unit a l'orde dels silvestrins.
El 10 d'octubre de 1810, la supressió dels ordes decretada per Napoleó I va fer que haguessin d'abandonar les cases. En 1816 les monges pogueren tornar als seus monestirs. En 1866, les noves lleis de supressió dels ordes, però, no afectaren les comunitats femenines.

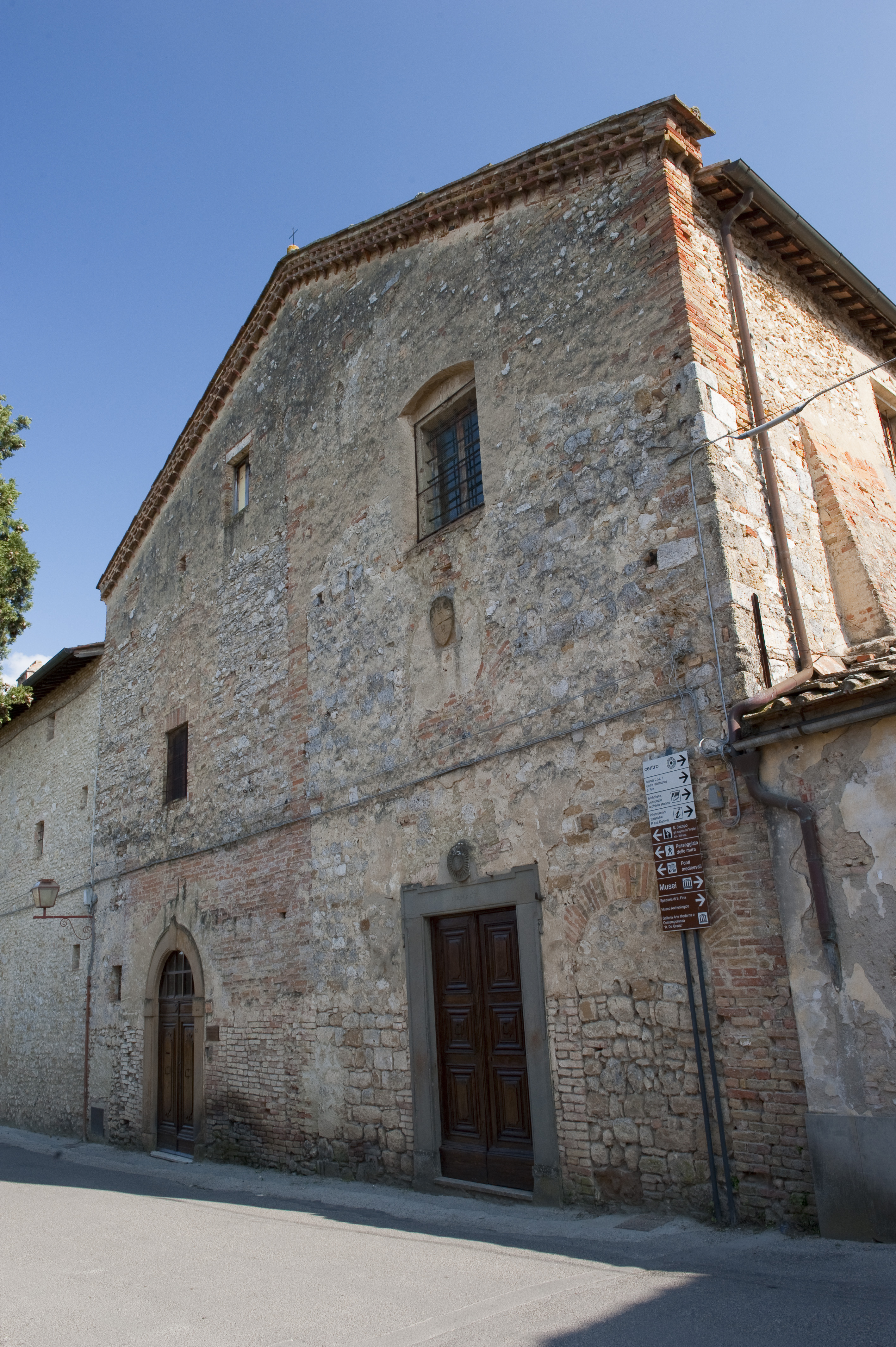
Església de S. Girolamo (San Gimignano)
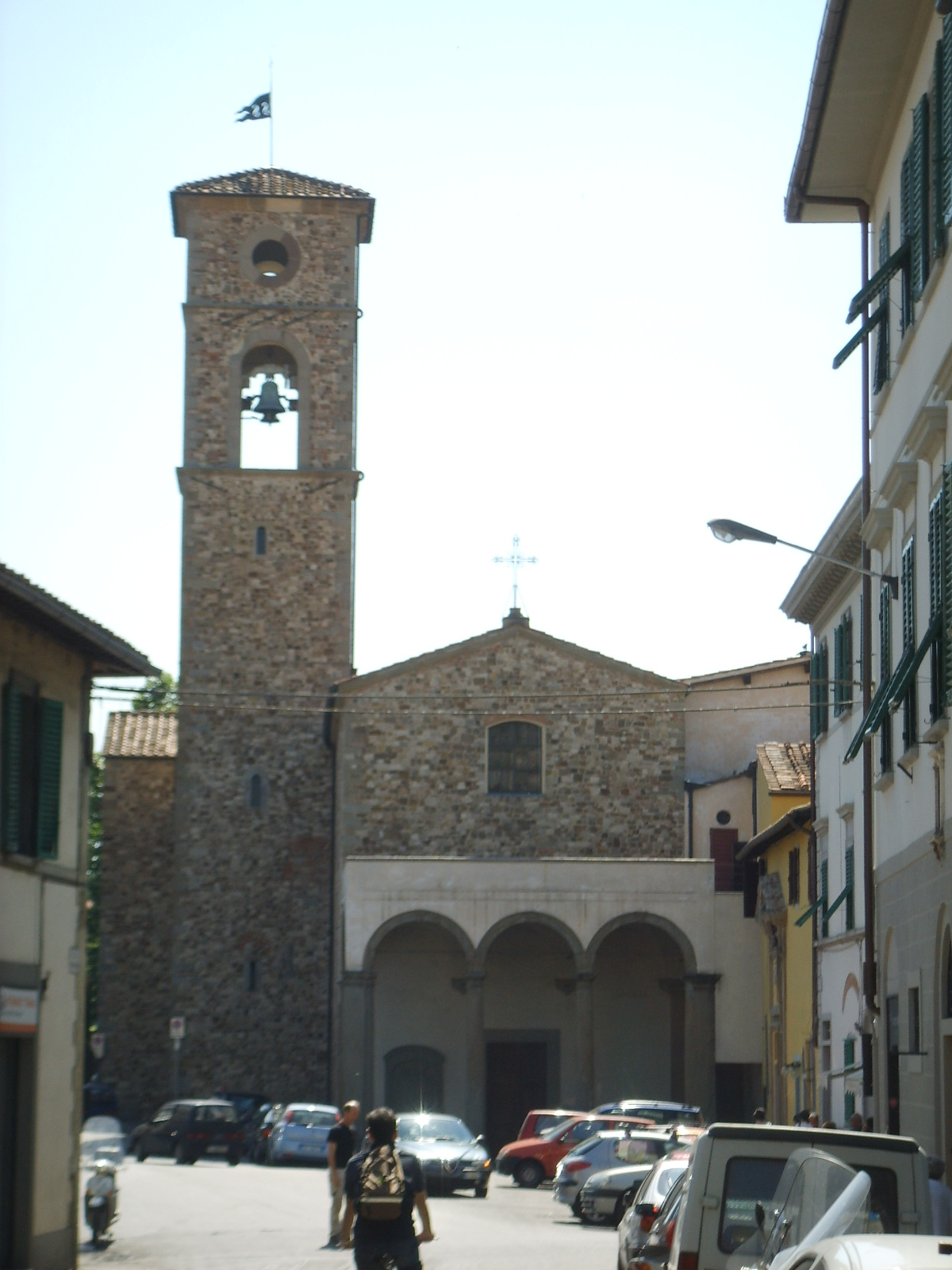
Església de San Salvi (Florència)
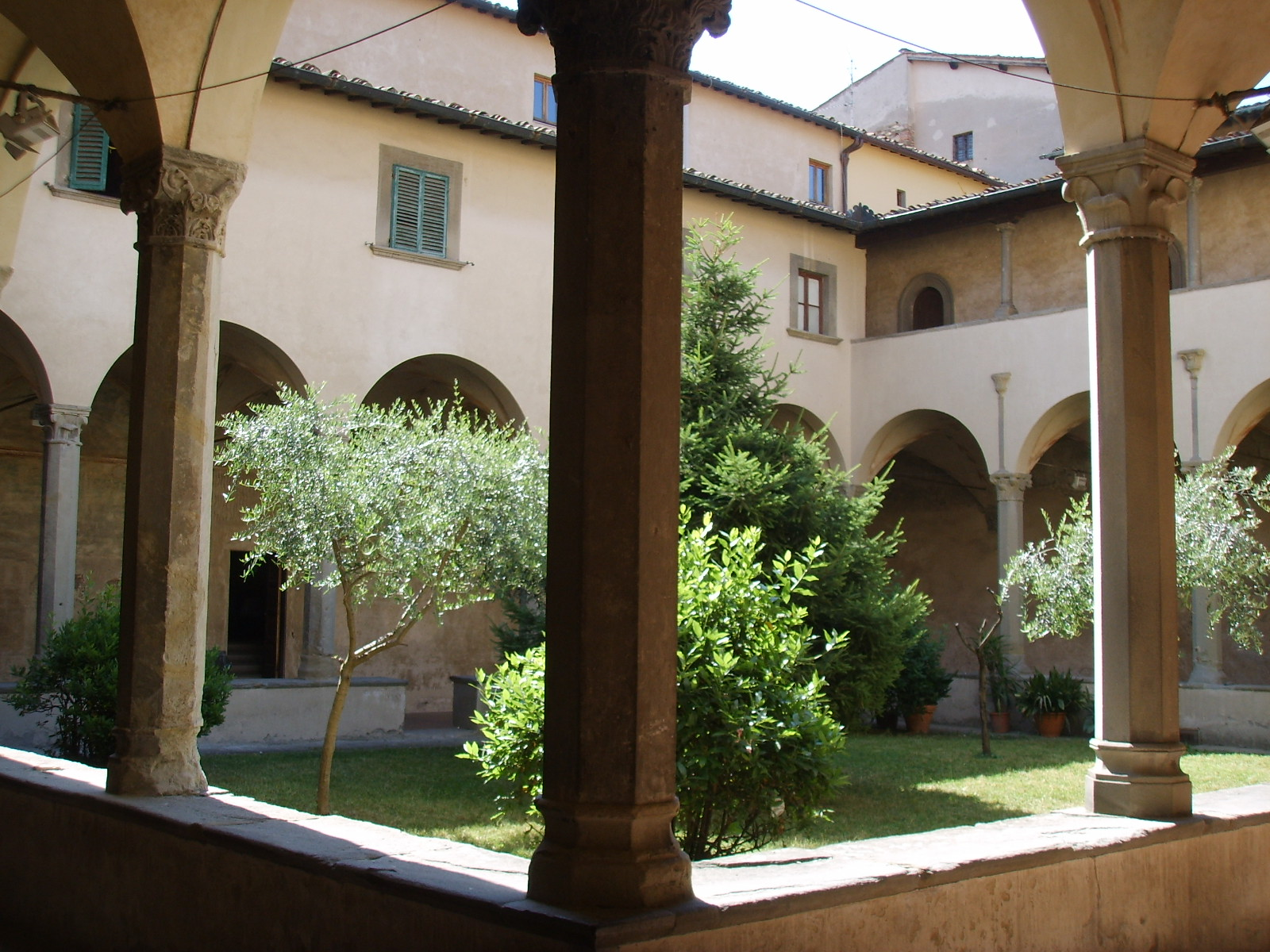
Claustre de San Salvi

## Activitat i difusió
Les monges vallombrosanes són un orde monàstic de vida contemplativa, dedicat a la pregària (litúrgia i ofici diví), el treball manual, la vida en comunitat i l'hospitalitat als monestirs. En si, no formen un orde monàstic separat, sinó una congregació benedictina integrada a l'orde. L'hàbit original era gris, després pard i avui és negre, com el de les altres monges benedictines.
Avui, la Congregació Benedictina de Vallombrosa, integrada a l'Orde de Sant Benet, té monestirs femenins a Faenza (Santa Umilità) San Gimignano (San Girolamo) i Bagno a Ripoli, amb unes 20 monges.